# Опсада Аскалона (1153)
Опсада Аскалона вођена је 1153. године између Јерусалимске краљевине, Хоспиталаца и Темплара са једне и Фатимидског Египта са друге стране. Део је крсташких ратова, а завршена је крсташким освајањем овог важног града. Краљ Балдуин је град прикључио Јафи и тако формирао грофовију Јафу и Аскалон. Освајањем Аскалона цела Палестина нашла се у крсташким рукама.

## Увод
Одмах по доласку на власт, Балдуин III је намеравао да нападне фатимидски Египат који је у то време био веома слаб. Одлучио се за напад на Аскалон, египатску луку у непосредној близини Јерусалима из које је почетком 12. века ел Афдал Шаханшах предузео неколико похода на крсташе (битке код Рамле 1101, 1102, 1105, опсада Триполија, битка код Јибне).

## Учесници
Под зидинама овог града чији су бедеми у просеку били високи 15 метара на површини полукруга пречника 450 метара, окупио се цвет крсташког племства: Иго од Ибелина, Филип од Наблуса, Хемфри од Торона, Симон од Тиберијаса, Жерар од Сидона, Ги од Бејрута, Морис од Монтреала, Волтер од сен Омера, велики мајстор Темплара Бернар од Тремелаја и велики мајстор Хоспиталаца Ремон од ле Пеја. Били су ту и пет бискупа и патријарх Фулхер од Јерусалима, а испред њих је стајао Часни Крст. Са мора крсташи су нападали са 15 бродова којима је командовао Жерар од Сидона.

## Опсада
Опсада је трајала више недеља и када су световни витезови већ клонули, ствар преузимају Хоспиталци и Темплари који су саградили велику опсадну кулу и прислонили је на зидове. Кула је изгорла, а ватра се пренела на зидове. Један део зида се од температуре обрушио и 40 витезова Темплара под вођством великог мајстора Бернарда од Тремелаја лично, продрли су кроз пролаз. Међутим, нису стигли далеко. Ускоро су сви исечени.
Балдуин се одлучио за отворени јуриш. Обе стране имале су веома велике губитке и након три дана непрестаног клања, крсташи коначно заузимају Аскалон. Док су текли преговори, муслимане је погодио пријектил који је убио 40 људи. Након тога су опсађени одустали од било каквих услова при предаји. Добили су три дана да се извуку из града. Дана 22. августа 1153. године пао је овај град који је већ 50 година крсташима био трн у оку.

## Освајање града
Крсташи су улазак у град претворили у велику свечаност. Испред армије је ношен Часни Крст, а за њим је јахао краљ Балдуин. Највећа џамија претворена је у цркву Светом Павлу, а сам град је на управу добио млађи краљев брат, каснији краљ Јерусалима Амалрик I. Освајањем Аскалона цела Палестина је била у крсташким рукама.